# Engelbertus Sterckx
Engelbertus kardinaal Sterckx (Oppem, 2 november 1792 - Mechelen, 4 december 1867) was een Belgisch aartsbisschop en kardinaal.

## Opleiding
Engelbert Sterckx werd in het Brabantse Oppem geboren in een welgestelde boerenfamilie. Verschillende van zijn familieleden waren geestelijken. Hij begon zijn studies in Vilvoorde. Na middelbare studies te Leuven en een filosofisch-theologische opleiding aan het grootseminarie werd hij op 18 februari 1815 priester gewijd. Door de ontreddering van het onderwijs door revolutie en oorlog vertoonde zijn opleiding, vooral de filosofische, hiaten. Hij was een bewonderaar van Zeger Bernhard Van Espen en combineerde een conventionele spiritualiteit met een moraaltheologisch rigorisme.

## Vroege carrière
Hij werd hoogleraar aan het grootseminarie in Mechelen en pastoor in Boechout (1821) en pastoor-deken (1824) in Antwerpen. Hij stond mee aan de wieg van het katholiek reveil in Antwerpen, met promotie van de Maria- en Heilig Hartdevotie. Hij steunde zondagsscholen, de begijnhoven en vrouwelijke congregaties. Daarentegen had hij een wantrouwen tegenover mannelijke regulieren.
In 1827 werd hij vicaris-generaal van het Aartsbisdom Mechelen. Hij toonde zich een bekwaam bestuurder en werd de rechterhand van aartsbisschop de Méan. Hij voerde onderhandelingen met de Nederlandse regering en sloot hierbij een vriendschap met Francesco Capaccini, de internuntius in Den Haag.

## Aartsbisschop
Op 24 februari 1832 werd hij tot aartsbisschop van Mechelen benoemd in opvolging van de Méan die in januari 1831 was overleden. Deze benoeming gebeurde op voorspraak van Capaccini en van de jezuïeten. Sterckx werd gekozen boven de meer mondaine en Franstalige Luikenaar Charles Mercy-d'Argenteau. De wijding door Mgr. Jean-Joseph Delplancq geschiedde anderhalve maand later, op 8 april. In 1838 werd hij kardinaal gecreëerd. Hij nam echter niet deel aan het conclaaf van 1846 dat paus Pius IX koos.
Van 1832 tot aan zijn overlijden in 1867 was Sterckx de dertiende aartsbisschop van het aartsbisdom Mechelen. Hij was de eerste aartsbisschop die het huidige aartsbisschoppelijk paleis in Mechelen betrok en hij doorkruiste zijn hele bisdom.
Dankzij zijn vriendschap met Capaccini, die een invloedrijk figuur binnen de Romeinse curie was, kon Sterckx zijn stempel drukken op de Belgische kerk. Tot de jaren 1850 had hij een bepalende stem in alle bisschopsbenoemingen in België. Zijn stem was dan ook doorslaggevend op de periodieke bisschoppenvergaderingen.
Het sterke organisatietalent van Engelbert Sterckx zorgde in het aartsbisdom voor structuren die, heden ten dage, nog steeds doorwerken. De structuur van het godsdienstonderwijs was van zijn hand, net zoals de bekende Mechelse Catechismus. In Hoogstraten en Waver richtte hij kleinseminaries op en de Katholieke Universiteit in Leuven heropende haar deuren, na sluiting onder het Hollandse bewind.
Dit alles werd geregeld tegengewerkt door de Belgische overheid, met name nadat in 1857 een antiklerikale liberale regering aan de macht was gekomen onder leiding van de vrijmetselaars Charles Rogier en later Walthère Frère-Orban. Sterckx verzette zich krachtig tegen allerlei inmengingen, zoals de wet op de kerkhoven (1862) en die op de studiebeurzen (1864). Binnen het katholieke kamp was er nauwelijks politiek tegengewicht en men kan zelfs spreken van polarisatie tussen de ultramontanen en de liberale katholieken die de grondwettelijke scheiding tussen Kerk en staat aanvaardden in ruil voor de vrijheid van godsdienst en onderwijs. Ervan overtuigd dat de katholieken zich op een of andere wijze moesten organiseren, en dit niet alleen op kerkelijk maar ook op politiek gebied, richtte kardinaal Sterckx de succesrijke Katholieke Congressen van Mechelen in (1863-1864).
Kardinaal Sterckx stierf op 4 december 1867. Hij werd begraven op 10 december 1867. Zijn graf bevindt zich in de Sint-Romboutskathedraal.

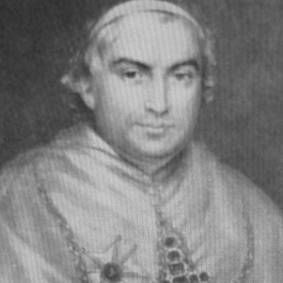

## Blazoen

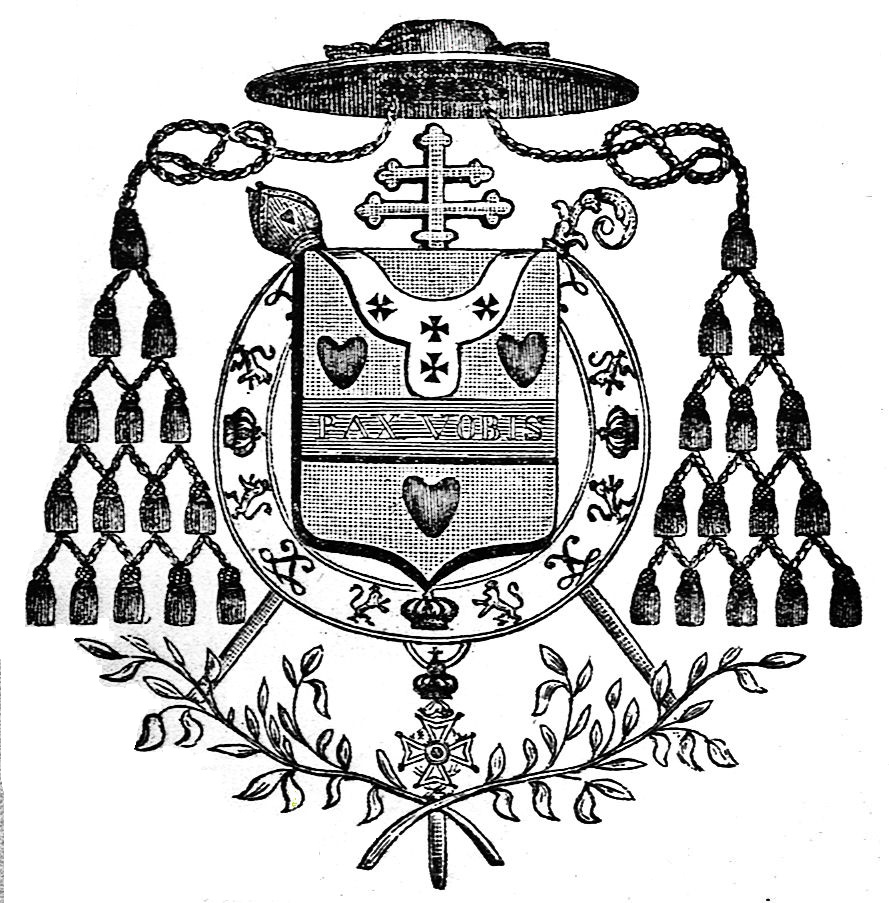
Blazoen van kardinaal Sterckx.